# (35752) 1999 GW36
1999 GW36 (asteroide 35752) é um asteroide da cintura principal. Possui uma excentricidade de 0.14617970 e uma inclinação de 1.37427º.
Este asteroide foi descoberto no dia 14 de abril de 1999 por LINEAR em Socorro.